# Cultuurcentrum Martien van Doorne
Cultuurcentrum Martien van Doorne is een theater en cultureel centrum in de Nederlandse plaats Deurne. In 2004 besloot de gemeenteraad van Deurne besloten tot de bouw als onderdeel van het plan Wolfsberg. De entree van het gebouw bevindt zich aan het nieuwe Martinetplein, een verbreed gedeelte van de vroegere Martinetstraat.
De grote zaal telt 365 stoelen, de kleine zaal 106. Het zijn beide zogenaamde vlakke-vloertheaterzalen. De stoelen zijn via een automatisch systeem inklapbaar, waardoor er een grotere ruimte ontstaat, met een capaciteit van ongeveer 700 bezoekers voor de Rabo Cultuurzaal en ongeveer 150 bezoekers voor de kleine zaal.
Naast de theaterzalen zijn er de Bergopwaarts@BOW-foyer en Grand Café De Toegift aanwezig. Op de eerste verdieping bevinden zich een vergaderzaal, Artiestenfoyer de Na-Zit en de Deurne Media Groep. Deze medebewoner heeft daar een radio- en TV studio, redactieruimte, opnamestudio en editorruimte.
Op 7 maart 2009 vond de officiële opening plaats en werd de naam "Cultuurcentrum Martien van Doorne" bekendgemaakt. Martien van Doorne, een industrieel, heeft nog voor zijn dood toestemming gegeven voor het gebruik van zijn naam. De eerste grootschalige vuurproef was carnaval 2009.

## Wetenswaardigheden
- Het Cultuurcentrum is gelegen in het winkelgebied Wolfsberg, genoemd naar de historische veldnaam Wolfsberg, ooit gelegen nabij het huidige winkelgebied. Martien van Doorne noemde eerder zijn landhuis aan het Haageind ook naar dit toponiem, ook al lag het er niet bij in de buurt. Op deze manier bestond er al enkele tientallen jaren een verband tussen de namen Martien van Doorne en Wolfsberg, en zijn ze nu op de historische locatie van de Wolfsberg ook bijeen gebracht.
- Na de dr. Hub van Doorneweg, het dr. Hub van Doornepark en het standbeeld van het echtpaar Hub en Rie Van Doorne is de benaming het vierde eerbetoon aan de familie in het dorp, het derde in het centrum van het dorp en het derde in slechts enkele jaren tijd. Kort na de opening werd dit veelvuldige eerbetoon al als té overvloedig ervaren.[1]